# پاییز صحرا
پاییز صحرا مجموعهٔ تلویزیونی ایرانی به کارگردانی اسداله نیک‌نژاد است که در سال‌های ۱۳۶۴ و ۱۳۶۵ تولید و در سال ۱۳۶۵ از تلویزیون ایران پخش شد. این سریال را پیشگام مجموعه‌های ملودرام خانوادگی در ایران می‌دانند.
این سریال یکی از سریال‌های مشهور دهه ۱۳۶۰ بود که در آن بازیگرانی چون جمیله شیخی، شهلا میربختیار، داریوش مودبیان، جمشید مشایخی، اسماعیل داورفر و مهری ودادیان به ایفای نقش پرداخته‌اند. این سریال یک درام خانوادگی و در عین حال ترسناک از داستان زندگی یک زوج جوان و دخالت‌های اطرافیان به‌خصوص مادر شوهر بود. جمیله شیخی در این سریال نقش منفی ماندگاری را بازی کرد و شهلا میربختیار با نقش صحرا در یادها ماند.
به گفته اسدالله نیک‌نژاد وی قبل از انتخاب شهلا میربختیار، سوسن تسلیمی را برای این نقش انتخاب کرده بود؛ ولی پس از چند بار روخوانی متن داستان به این نتیجه رسیده است که تسلیمی چهره بسیار معروف و شناخته‌شده‌ای میان مردم است و بازیگر «صحرا» باید چهره جدیدی باشد.
در سال ۱۹۹۶، نسخه چهار ساعته این سریال با موسیقی و زیرنویس انگلیسی که توسط توسط نیک‌نژاد تدوین شده بود، از شبکه سراسری پی‌بی‌اس در آمریکا، به عنوان سریال ایرانی پخش شد. شبکه آی فیلم در سال ۱۳۹۲ اقدام به پخش مجدد این سریال با کیفیتی جدید و اصلاح رنگ تصاویر کرد.

## خلاصه داستان
این سریال داستان یک زوج متعلق به دو طبقه اجتماعی مختلف به نام‌های صحرا (شهلا میربختیار) و ساسان (داریوش مودبیان) را بازگو می‌کند که ازدواجشان با دخالت‌های مادر ساسان (با بازی جمیله شیخی) و عوامل و مسائل دیگر رو به فروپاشی و طلاق می‌رود.

## انتقاد به سریال و نظر روح‌الله خمینی
پس از پخش سریال برخی از مراجع و فقهای وقت شورای نگهبان نسبت به پوشش بازیگران زن به ویژه شهلا میربختیار اعتراض کردند که روح‌الله خمینی در پاسخ گفت:
من در این فیلم نشانه‌هایی از خلاف عفت یا عوامل انحراف و تحریک نمی‌بینم.